# Захенбахер-Штеле, Эви
Э́ви Захенба́хер-Ште́ле (нем. Evi Sachenbacher-Stehle; 27 ноября 1980, Траунштайн, Бавария) — титулованная немецкая лыжница, выступающая за сборную Германии с 1998 года. С 2012 по 2014 годы — член сборной Германии по биатлону.

## Спортивная карьера

### Лыжные гонки
В этом виде спорта Эви Захенбахер-Штеле участвовала в трёх зимних Олимпийских играх. В 2002 году в Солт-Лейк-Сити выиграла серебряную (индивидуальная гонка) и золотую (эстафета) медали, в 2006 году в Турине удостоилась серебра (эстафета), в 2010 году в Ванкувере получила серебро в эстафете и золото в командном спринте.
Захенбахер пять раз получала подиум Чемпионатов мира, имеет в послужном списке золотую, бронзовую и три серебряных медали. Двенадцать раз становилась призёркой этапов Кубка мира, трижды оказывалась первой, четырежды второй и пять раз третьей.
Перед Олимпиадой в Турине в связи с повышенным содержанием в крови гемоглобина Захенбахер-Штеле в числе других двенадцати спортсменов отстранили от соревнований на пять дней — Международная федерация лыжного спорта посчитала, что выступление с таким количеством красных кровяных телец может быть опасным для здоровья лыжницы. Как выяснилось позже, гемоглобин повысился не из-за применения допинга, а стал результатом адаптации организма к высокогорному климату.

### Биатлон
С сезона 2012—2013 выступает в биатлоне. Лучший результат — победа в эстафете на этапе Кубка мира в Сочи.
Участвовала в Зимних Олимпийских играх 2014 года, на которых выступила в спринтерской гонке, гонке преследования, индивидуальной гонке, масс-старте и смешанной эстафете.

#### Дисквалификация
17 февраля 2014 года после окончания гонки с массового старта у Эви была взята допинг-проба. 22 февраля Международный олимпийский комитет официально объявил об обнаружении допинга в крови Захенбахер-Штеле, аннулировав при этом результаты спортсменки в масс-старте и смешанной эстафете.
16 июля 2014 на официальном сайте IBU было объявлено о том, что Захенбахер-Штеле дисквалифицирована сроком на 2 года (с момента 17 февраля 2014 года) за применение допинга. Позднее Захенбахер заявила, что подаст апелляцию на решение IBU в Спортивный арбитражный суд.
30 ноября 2014 приняла решение завершить карьеру.

#### Статистика выступлений в Кубке мира по биатлону
| 2013/14 Итоги | 2013/14 Итоги | Эстерсунд | Эстерсунд | Эстерсунд | Эстерсунд | Хохфильцен | Хохфильцен | Хохфильцен | Анси | Анси | Анси | Оберхоф | Оберхоф | Оберхоф | Рупольдинг | Рупольдинг | Рупольдинг | Антхольц | Антхольц | Антхольц | Сочи | Сочи | Сочи | Сочи | Сочи | Сочи | Поклюка | Поклюка | Поклюка | Контиолахти | Контиолахти | Контиолахти | Холменколлен | Холменколлен | Холменколлен |
| Очков         | Место         | СМ        | Инд       | Спр       | Пр        | Спр        | Эст        | Пр         | Эст  | Спр  | Пр   | Спр     | Пр      | МС      | Эст        | Инд        | Пр         | Спр      | Пр       | Эст      | Спр  | Пр   | Инд  | МС   | СМ   | Эст  | Спр     | Пр      | МС      | СМ          | Спр         | Пр          | Спр          | Пр           | МС           |
| 136           | 43            | —         | 25        | 25        | отм       | 63         | —          | —          | —    | 38   | 31   | 7       | 7       | 22      | 1          | 69         | —          | 72       | —        | отм      | 11   | 27   | 20   | DSQ  | DSQ  | —    | —       | —       | —       | —           | —           | —           | —            | —            | —            |

| 2012/13 Итоги | 2012/13 Итоги | Эстерсунд | Эстерсунд | Эстерсунд | Эстерсунд | Хохфильцен | Хохфильцен | Хохфильцен | Поклюка | Поклюка | Поклюка | Оберхоф | Оберхоф | Оберхоф | Рупольдинг | Рупольдинг | Рупольдинг | Антхольц | Антхольц | Антхольц | ЧМ Нове-Место | ЧМ Нове-Место | ЧМ Нове-Место | ЧМ Нове-Место | ЧМ Нове-Место | ЧМ Нове-Место | Холменколлен | Холменколлен | Холменколлен | Сочи | Сочи | Сочи | Ханты-Мансийск | Ханты-Мансийск | Ханты-Мансийск |
| Очков         | Место         | См        | Инд       | Спр       | Пр        | Спр        | Пр         | Эст        | Спр     | Пр      | МС      | Эст     | Спр     | Пр      | Эст        | Спр        | МС         | Спр      | Пр       | Эст      | См            | Спр           | Пр            | Инд           | Эст           | МС            | Спр          | Пр           | МС           | Инд  | Спр  | Эст  | Спр            | Пр             | МС             |
| 109           | 46            | —         | —         | —         | —         | —          | —          | —          | 59      | 48      | —       | —       | —       | —       | —          | —          | —          | 78       | —        | —        | —             | —             | —             | —             | —             | —             | 32           | 29           | —            | 29   | 6    | 1    | 26             | 18             | —              |

## Личная жизнь
С июля 2005 года замужем за горнолыжником Иоганнесом Штеле. Вне спорта является солдатом Бундесвера.